# Аринин, Владимир Иванович
Влади́мир Ива́нович Ари́нин (9 марта 1935, Пономарёвка, Оренбургская область — 28 февраля 2020, Вологда, Россия) — русский советский и российский писатель, журналист, краевед.

## Биография
Родился в селе Пономарёвка Оренбургской области. С 1962 года жил в Вологде. Работал в местных газетах «Вологодский комсомолец», «Красный Север» и «Русский Север».
Умер в Вологде 28 февраля 2020 года.

## Творчество
Начинал как детский писатель. В 1975 году вышла его первая книга «Сказки Черноглазки», а затем — научно-фантастические сказки «Оранжевая звезда» (1979) и «Цветок в космосе» (1983), последняя повесть включена в сборник «Сказки и фантазии» (1983).
Позднее были изданы его «взрослые» произведения, в том числе: «Тень генералиссимуса» (документальная повесть о Сталине, 1991), «Женщинам читать запрещено» (1994), «Неразгаданные тайны Пушкина» (1998), «Только в любви» (2002), «Женщине запрещено» (2002), в которых автор представляет читателю свои версии «исторических тайн»: о гибели Пушкина, о библиотеке Ивана Грозного, о произведении «Слово о полку Игореве» и т. д. Является также автором пьес о К. Н. Батюшкове, о древнерусском живописце Дионисии, книги «Вологодский клад» — сборника сказок и легенд вологодской земли.

## Публикации
- Аринин В. Оранжевая звезда. Сказки и фантазии. — Северо-западное кн. изд-во, 1979.
- Аринин В. Сказки и фантазии. — Архангельск; Вологда: Северо-западное кн. изд-во: Вологодское отделение, 1983.
- Аринин В. И. Тень генералиссимуса: Докум. повесть. — Архангельск: Сев.-Зап. кн. изд-во, 1991. — 155 с. — ISBN 5-85560-259-1.
- Аринин В. Неразгаданные тайны Пушкина. — Современник, 1999. — 272 с. — 5000 экз. — ISBN 5-270-01178-6.
- Аринин В. Только в любви… Тайны русских гениев. — Современник, 2002. — 240 с. — 3000 экз. — ISBN 5-270-01516-1.
- Аринин В. Женщине запрещено. Тайны необычных личностей. — Современник, 2002. — 3000 экз. — ISBN 5-270-01337-1.
- Аринин В. И. Вологодский клад: сказки, легенды, ист. предания: рис. детей Волог. обл. — Вологда: Изд. дом «ЧереповецЪ», 2004. — 79 с.
- Аринин В. Хлестаков в Устюжне : документальная повесть. — Вологда: ФЕСТ, 2008. — 58 с.
- Аринин В. И. По солнечному лучу : дилогия о композиторе, из творческого наследия, Гаврилинские тайны. — Вологда: ФЕСТ. — 2009 с.